# Эбль Манцер
Эбль Манцер (фр. Ebles Manzer, около 870—934) — граф де Пуатье 890—892, 902—934, герцог Аквитании 890—893, 927—932, граф Оверни 927—932, незаконный сын Рамнульфа II, графа де Пуатье

## Биография
После смерти отца Эбль получил графство Пуатье и титул герцога Аквитании. Но вскоре он был вынужден бежать из Пуатье от Адемара, предъявившего права на графство вследствие незаконнорожденности Эбля и поддержанного королём Эдом. Адемар захватил Пуатье, а Эбль нашёл пристанище у своего родственника Гильома I Благочестивого, графа Оверни, который воспользовался этим, чтобы присвоить себе титул герцога Аквитании.
В 902 году Эбль воспользовался отсутствием Адемара и при помощи армии, предоставленной ему Гильомом I, захватил Пуату, а затем разбил и самого Адемара. Король Франции Карл III Простоватый, который воспитывался вместе с Эблем, признал за ним титул графа Пуатье.
Эбль передал поддержавшему его виконту Туара Савари I аббатство Сен-Мексан. Позже он реорганизовал владения в Пуатье, создал виконтства Ольнэ и Мель (Де-Сэвр), а после смерти виконта Пуату Менго в 925 году присоединил его владения, отменив титул виконта Пуату.
В 904 году Эбль завоевал Лимузен. В 911 году он участвовал в битве при Шартре против норманна Роллона.
В 927 году умер наследник Гильома I Аквитанского, Гильом II Молодой, а затем умер и его брат Акфред, назначивший своим наследником Эбля. Таким образом Эбль присоединил к своим владениям графства Овернь, Бурж, а также получил титул герцога Аквитании.
В 929 году король Франции Рауль, желая ослабить власть Эбля, забрал у него графство Бурж. В 932 году он передал Овернь и титул герцога Аквитании графу Тулузы Раймунду III Понсу. Кроме того, король Рауль вывел территорию Марша из подчинения сеньоров Шарру, вассалов Эбля, образовав на ней независимое графство Марш.

## Брак и дети
- 1-я жена: с 890/892 Арембурга;
- 2-я жена: до 911 Эмилиана (ум.932/936)
  - Гильом Патлатый (около 910 — 3 апреля 963), граф де Пуатье (Гильом I) с 934, граф герцогства Аквитания с 959, герцог Аквитании с 962 (Гильом III), граф Оверни (Гильом III) с 950
  - Эбль (ум. 26 февраля 977), аббат Сен-Мексана в 936, Сен-Илер-де-Пуатье с 937, епископ Лиможа 944—963, аббат Сен-Мишель-ен-Лерм с 963